# Доплеровская геодезическая сеть
Доплеровская геодезическая сеть  - Геодезическая сеть, созданная в СССР и затем в России в 1984–1993 гг. Взаимное положение и координаты пунктов которой определены по доплеровским наблюдениям искусственных спутников Земли системы Transit.
С помощью малогабаритных приёмников GEOCEIVER определялись координаты с субметровой точностью, характеризуемые средними квадратическими ошибками, равными 0,4-0,6 м при среднем расстоянии между пунктами 500-700 км. Представлена, по одним данным 131 пунктом, по другим 110, с точностью определения взаимоположения 1:1 200 000. ДГС предназначалась для распространения общеземной геоцентрической системы координат.